# Protosmia tauricola
Protosmia tauricola is een vliesvleugelig insect uit de familie Megachilidae. De wetenschappelijke naam van de soort is voor het eerst geldig gepubliceerd in 1961 door Popov.